# Integraal cultuurbeleid
Integraal cultuurbeleid verwijst naar het Decreet van 13 juli 2001 van de Vlaamse regering Dewael I, houdende het stimuleren van een kwalitatief en integraal lokaal cultuurbeleid.
Onder integraal cultuurbeleid verstaat men een cultuurbeleid dat uitgaat van de samenhang tussen de verschillende cultuurdomeinen, met aandacht voor:
- het cultureel erfgoed: de musea, de archieven, de volkscultuur, het verspreid immaterieel en roerend erfgoed
- het sociaal-cultureel werk: de amateurkunsten, het verenigingsleven en de niet-formele volwassenenvorming, de bibliotheken en de cultuurcentra
- de kunsten: de podiumkunsten, de letteren, de muziek, de beeldende kunst en de nieuwe media, de architectuur, de vormgeving en de toegepaste kunst.

De Vlaamse Regering kan aan deze beleidsdomeinen andere toevoegen.